# 加拿大时区

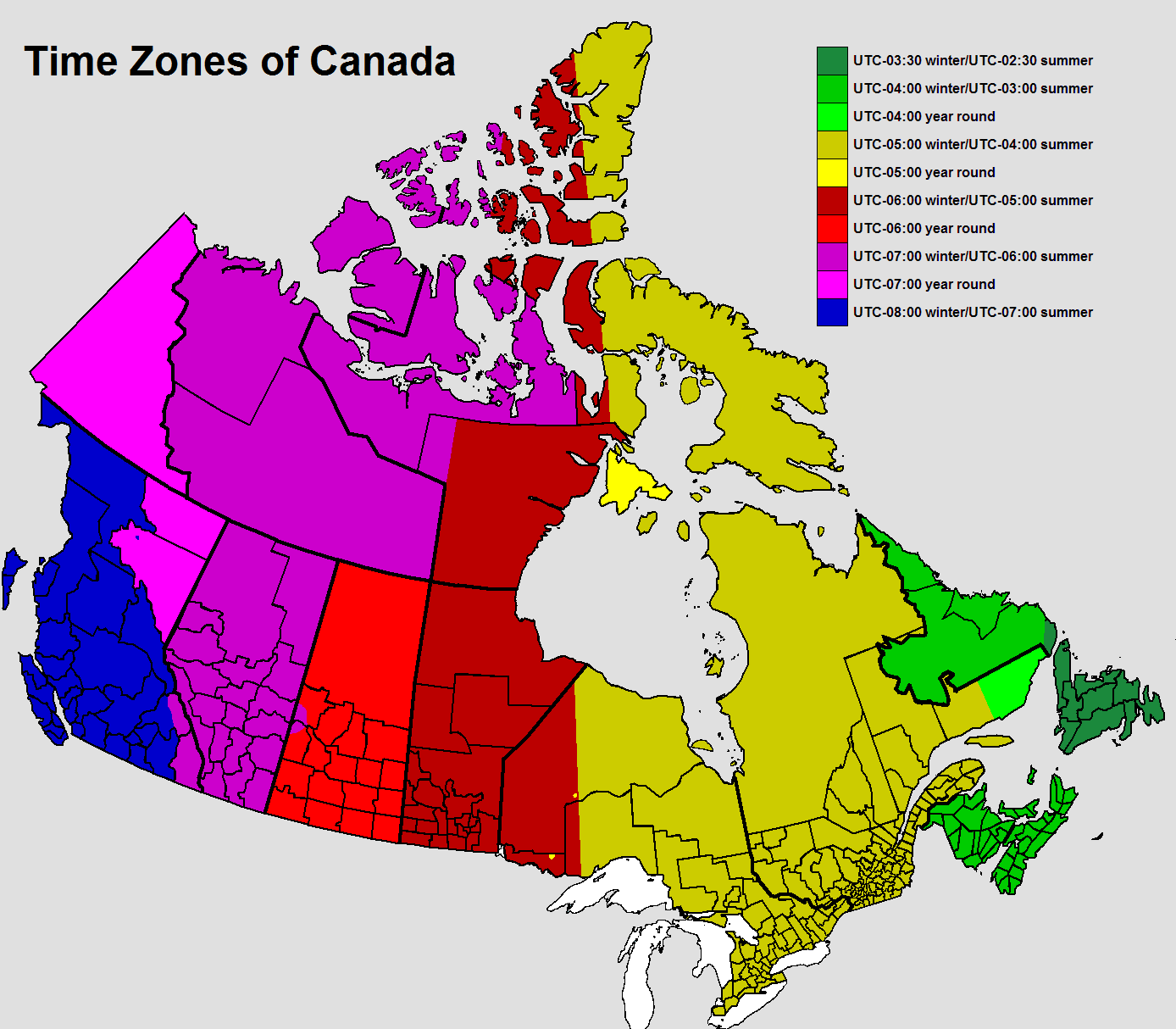
加拿大时区图

加拿大全国分为六个时区。

## 时区

### 太平洋时区
太平洋标准时间(PST)UTC-8和太平洋夏令时(PDT)UTC-7
- 不列颠哥伦比亚（全省大部分地区）
- 育空

太平洋标准时间(PST)UTC-8 全年
- 西北地区
  - Tungsten和Cantung Mine

### 山地时区
山地标准时间(MST)UTC-7 全年
- 不列颠哥伦比亚省东北部
  - 大部分和平河地區（纳尔逊堡除外），包括Dawson Creek
- 不列颠哥伦比亚省东南部
  - 克雷斯顿

山地标准时间(MST)UTC-7和山地夏令时间(MDT)UTC-6
- 艾伯塔省
- 西北地区（大部分）
- 努纳武特
  - 西经120°以西
  - 基蒂克美奥特地区的所有社区
- 萨斯喀彻温省
  - 劳埃德明斯特
- 不列颠哥伦比亚省东南部
  - 哥伦比亚-萨斯瓦普地区，塞爾扣克山脈以东
  - 东库特奈地区
  - 中库特奈地区，库特奈河东，库特内湖东部分，南部包括Riondel（但不是克雷斯顿）

### 中部时区
中部标准时间(CST)UTC-6和中部夏令时间(CDT)UTC-5
- 马尼托巴省
- 努纳武特地区中部
  - 西经85°和西经102°之间
  - Resolute地区以及所有基瓦里奇地区和哈德逊湾西岸的社区，除了南安普頓島（珊瑚港）
- 安大略省西部
  - 西经90°以西（除了阿提科坎、新奥斯纳堡和皮克尔湖地区，以及Shebandowan和Upsala地区）
  - 大鳟鱼湖地区

中部标准时间(CST)UTC-6 全年
- 萨斯喀彻温省（大部分）

### 东部时区
东部标准时间(EST)UTC-5和东部夏令时间(EDT)UTC-4
- 努納武特地區东部
  - 西经85°以东
  - 基吉柯塔鲁克地区的所有社区，除了雷索魯特
- 安大略省
  - 西经90°以东（除了大鳟鱼湖地区）
  - Shebandowan和乌普萨拉地区
- 魁北克省

东部标准时间(EST)UTC-5 全年
- 努纳武特地区
  - 整个南安普頓島（珊瑚港）

### 大西洋时区
大西洋标准时间(AST)UTC-4和大西洋夏令时(ADT)UTC-3
- 纽芬兰和拉布拉多省
  - 拉布拉多（东南部除外）
- 新不倫瑞克省
- 新斯科舍省
- 爱德华王子岛

大西洋标准时间(AST)UTC-4全年
- 魁北克省
  - 西经63°以东
  - 纳塔什庫安河以东

### 纽芬兰时区
纽芬兰标准时间(NST)UTC-3:30和纽芬兰夏令时(NDT)UTC-2:30
- 纽芬兰和拉布拉多省
  - 纽芬兰岛
  - 拉布拉多东南部

## 外部連結
- 加拿大時間 （页面存档备份，存于）